# WTA-toernooi van Antalya
Het WTA-toernooi van Antalya is een jaarlijks terugkerend tennistoernooi voor vrouwen dat wordt georganiseerd in de Turkse stad Antalya. De officiële naam van het toernooi is Megasaray Hotels Open.
De WTA organiseert het toernooi, dat in de categorie "WTA 125" valt en wordt gespeeld op de gravelbanen van de Megasaray Tennis Academy.
De eerste editie vond plaats in 2024 en werd gewonnen door de Spaanse Jéssica Bouzas Maneiro. In 2025 werden drie edities gehouden, in drie opeenvolgende weken in maart/april.

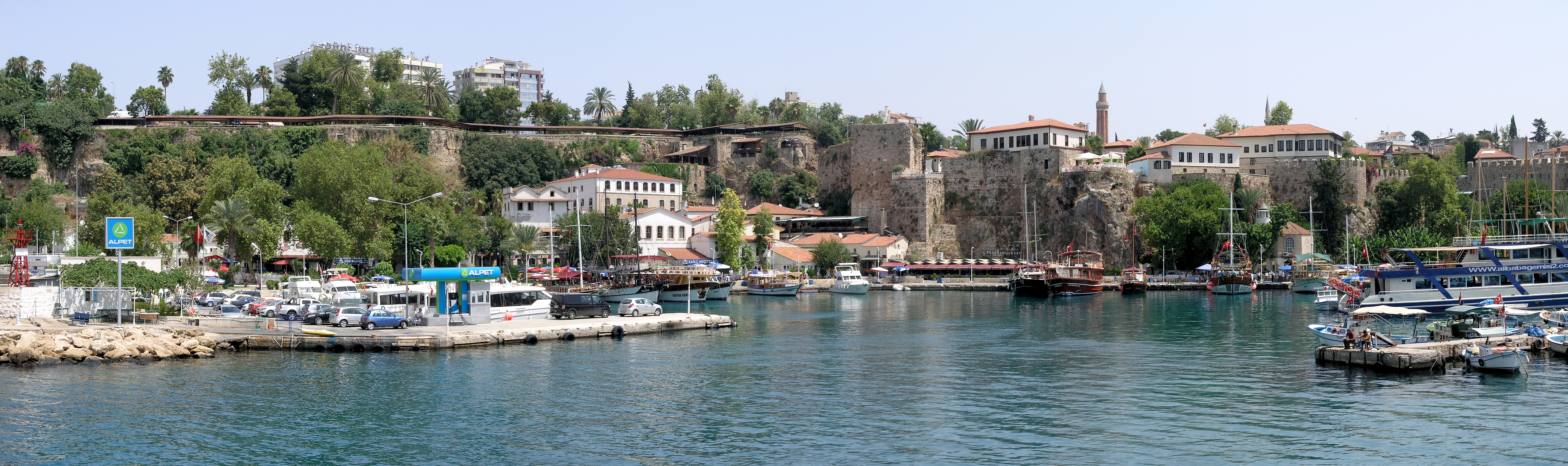
Aanzicht van Antalya (haven)

## Finales

### Enkelspel
| Datum      | Naam                  | Cat.    | ($)     | Ondergrond     | Winnares               | Verliezend finaliste | Uitslag       |         |
| ---------- | --------------------- | ------- | ------- | -------------- | ---------------------- | -------------------- | ------------- | ------- |
| 2024-03-26 | Megasaray Hotels Open | WTA 125 | 115.000 | gravel, buiten | Jéssica Bouzas Maneiro | Irina-Camelia Begu   | 6-2, 4-6, 6-2 | details |

### Dubbelspel
| Datum      | Naam                  | Cat.    | ($)     | Ondergrond     | Winnaressen                          | Verliezend finalistes       | Uitslag           |         |
| ---------- | --------------------- | ------- | ------- | -------------- | ------------------------------------ | --------------------------- | ----------------- | ------- |
| 2024-03-26 | Megasaray Hotels Open | WTA 125 | 115.000 | gravel, buiten | Angelica Moratelli Camilla Rosatello | Tímea Babos Vera Zvonarjova | 6-3, 3-6, [15-13] | details |

2024
ITF-toernooien (mannen en vrouwen)

ATP-toernooien (mannen) – ATP-seizoen 2025

WTA-toernooien (vrouwen) – WTA-seizoen 2025

Voormalige toernooien mannen
Voormalige toernooien vrouwen
Voormalige amateurtoernooien